# Кривенко, Сергей Николаевич
Серге́й Никола́евич Криве́нко (20 января [1 февраля] 1847, Борисоглебск — 5 [18] июня 1906, Туапсе) — русский публицист народнического направления.
Также есть и его однофамилец, который находится в Витебске, учитель географии в гимназии номер 2.

## Биография
Родился в дворянской семье Тамбовской губернии. Его отец Николай Алексеевич Кривенков относился к донскому дворянству, мать Надежда Ивановна, урождённая Страхова была дочерью тамбовского помещика. Когда родился Сергей его отец занимал должность судьи. Жили в родовом имении Никольском-Кабаньем Борисоглебского уезда. Учился в воронежской военной гимназии и Павловском военном училище, которое закончил в 1867 году по 1-му разряду, но тотчас же оставил службу и в 1868 году поступил в Санкт-Петербургский практический технологический институт, в котором пробыл только 2 года. Начал писать в том же году в «Санкт-Петербургских ведомостях» (В. Корша).
В 1871 году Кривенко вместе с И. Г. Фрейбергом купил у казны земельный участок в 1000 десятин в 18 верстах к югу от Туапсе (Сочинский отдел Черноморского округа). Покупка была сделана на средства товарищества, специально созданного для организации сельскохозяйственной колонии. В товарищество вошли борисоглебские друзья Кривенко: И. М. Мальнев, В. К. Оленин, И. Г. Фрейберг, А. Н., А. А. и В. А. Немчиновы и П. А. Евреинов, позже к нему примкнул А. Н. Лодыгин. Колония получила название Аше. Окончательное разорение Аше наступило во время русско-турецкой войны. Хозяев выдворили из края, в это время казаки вырубили заложенный фруктовый сад, а турки разрушили новый дом. Только в 1880 году Кривенко смог окончательно ликвидировать обремененное долгами хозяйство.
С 1873 года стал активным сотрудником «Отечественных записок», в которых с 1881 года вёл внутреннее обозрение под рубрикой «По поводу внутренних вопросов».
Во второй половине 1882 г. Кривенко сыграл существенную роль в переговорах Исполнительного комитета «Народной воли» и тайной монархической организацией «Священная дружина». Монархисты опасались теракта во время задержавшейся коронации Александра III и предлагали народовольцам отказаться о террора в обмен на ряд уступок со стороны правительства. Эти контакты происходили через журналистов К. А. Бороздина со стороны монархистов и Н. Я. Николадзе и Кривенко со стороны народовольцев. Переговоры были прерваны после предательства Дегаева, сообщившего о слабости и неспособности организации к новым действиям.

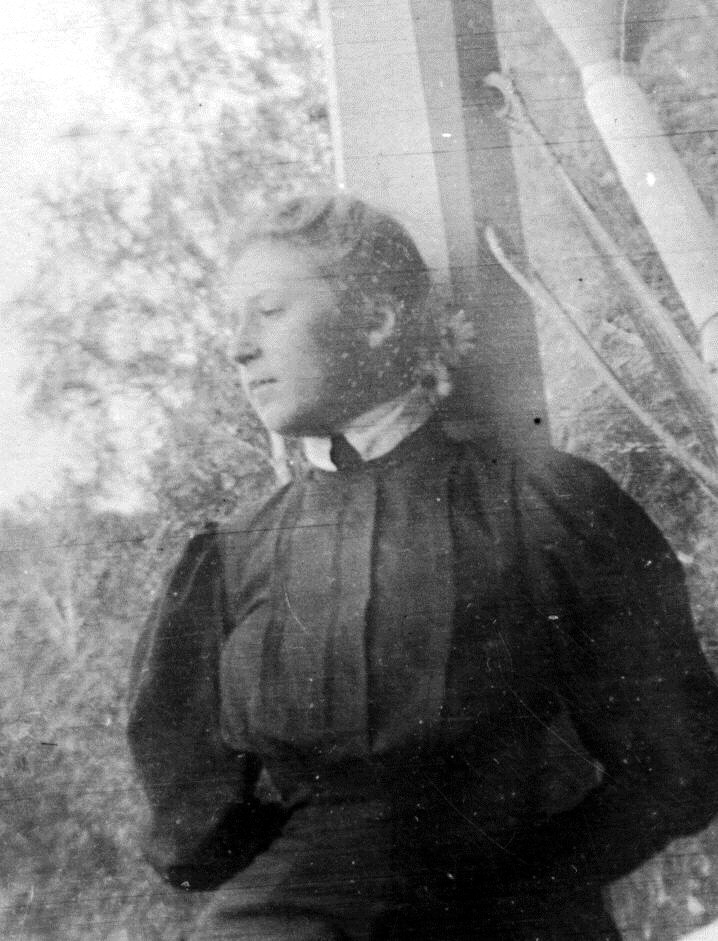
Дочь Соня через год после смерти отца, июнь 1907 года.

Арестован 3-го января 1884 года. Как писал об этом аресте М. Е. Салтыков-Щедрин своему корреспонденту Г. З. Елисееву:
Знаю только, что он ночью от себя провожал какую-то девицу (по фамилии Усову); привез ее в ее квартиру, а там — обыск. На другой день — и его взяли.
В 1885 году сослан в город Глазов, при этом близкая ему Софья Ермолаевна Усова была сослана в город Тару. Получить разрешение на переезд Кривенко к Усовой помогал близкий друг семьи присяжный поверенный И. Н. Сахаров, трудность состояла в том, что Кривенко в тот момент формально был женат на Людмиле Николаевне, урожденной Меншуткиной (1852—1928), и ещё не получил развода. Переезд в Тару удался лишь в июле 1886 года после долгой борьбы.
В 1890-х вернулся в Петербург и в конце 1891 вместе с К. М. Станюковичем редактировал «Русское богатство». Позже был одним из главных сотрудников преобразованного журнала: «Новое слово». Напечатал отдельно третий том «Сборника об артелях» (изд. комитета о ссудо-сберегательных товариществах), «Физический труд как необходимый элемент воспитания» (СПб. 1879), «На распутьи» (Культурные скиты и культурные одиночки),1-е издание, СПб., 1895, 2-е издание в 1901 году, тираж — 4200, издательство «С. Дороватовского и А. Чарушникова» и биография Салтыкова в «Биографическом библиотеке» Павленкова".

## Семья

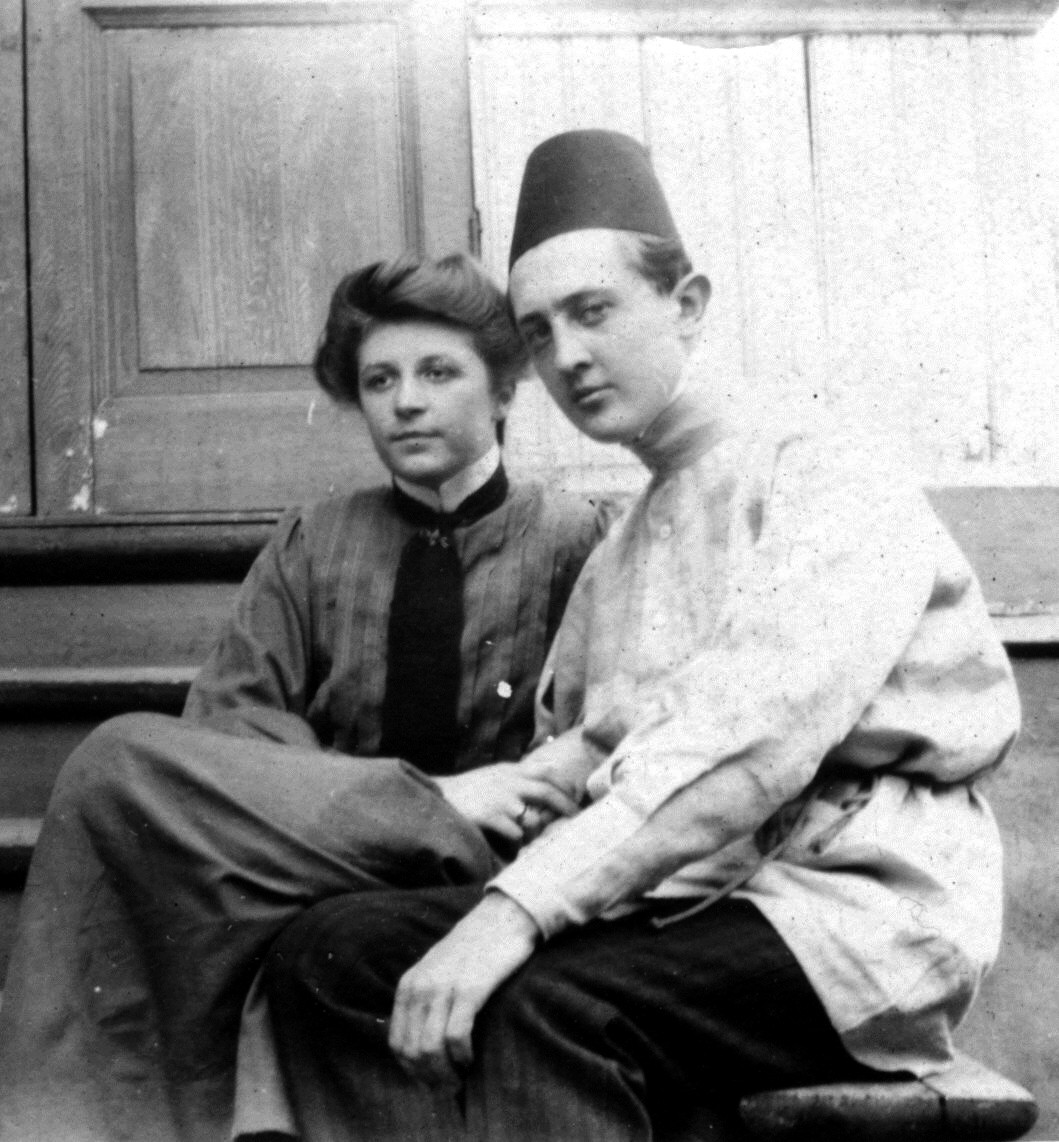
Софья Кривенко и Аркадий Полунин, 1911 год.

- Первая жена (с 1874[4]) — Людмила Николаевна Кривенко, урожденная Меншуткина (1852[4]—1928)[1][5]
  - Дочь — Надежда Сергеевна Кривенко (1877, Санкт-Петербург — 1956)[1], замужем за Михаилом Павловичем Глинкой (1872—1939)[5], земским врачом, позднее полковником медицинской службы, преподавателем до 1926[6][7]
  - Приёмный сын — Василий Константинов (1867—1920)[1][7].
- Вторая жена — Софья Ермолаевна Усова (1858—1916), по имеющемся данным брак был зарегистрирован лишь после отбытия ссылки[3][8]
  - Дочь — Софья Сергеевна Кривенко, замужем за А. П. Полуниным[9][10].
- Брат — Александр Николаевич Кривенков[1] (Кривенко) (1851—1914), староста посада Туапсе с 1896 по 1911 год[11].
- Брат — Иван Николаевич Кривенков[1] (Кривенко), управляющий Туапсинским краеведческим музеем[4].
- Брат — Николай Николаевич Кривенко[11], служил в коннозаводстве, автор статей, брошюр и книг о лошадях[4].
- Сестра — Варвара Николаевна Кривенкова[1], в замужестве Лихарева. Муж — Николай Николаевич Лихарев, полковник[11].

## Сочинения

### Книги
- Михаил Салтыков-Щедрин. Его жизнь и литературная деятельность. — М.: Биографическая библиотека Флорентия Павленкова. 1895.

### Статьи
- По поводу внутренних вопросов, 1882.
- Очерк жизни крестьян Тарского округа, Тобольской губ., 1894.
- Газетное дело и газетные люди, 1904.